# Tesker
Tesker o Tasker es una comuna rural de Níger perteneciente a la región de Zinder. En 2012 tenía una población de 37 132 habitantes, de los cuales 19 375 eran hombres y 17 757 eran mujeres. Desde la reforma territorial de 2011, la comuna forma por sí misma uno de los diez departamentos de la región; antes pertenecía al departamento de Goure.
La economía de la comuna se basa principalmente en el pastoreo, con pequeñas zonas agropastorales en el sur. La localidad está principalmente habitada por tubus, habiendo repartidos por la comuna árabes, tuaregs y fulanis. El pueblo alberga un puesto militar y un importante mercado de ganado.
Se ubica unos 250 km al noreste de la capital regional Zinder, en el entorno del macizo de Termit, sobre el límite entre el Sahara y el Sahel.